# Милена Ситарица
Милена Ситарица (Уб, 1920 — Кушићи, код Ивањице, 21. април 1944) била је учесница Народноослободилачке борбе.

## Биографија
Рођена је 1920. на Убу. Рано је остала без родитеља, па је одрасла са бабом. Рано се укључила у омладински раднички покрет и 1939. постала члан Савеза комунистичке омладине Југославије (СКОЈ). Априла 1941. примљена је у чланство Комунистичке партије Југославије (КПЈ).
Након окупације Југославије, 1941. активно је политички радила са организовању омладине на Убу и њеном укључивању у Народноослободилачки покрет (НОП). Септембра 1941. ступила је партизане, у Тамнавски батаљон Посавског партизанског одреда. Када је формирана партизанска радионица у Бањанима, повучена је на рад у ову радионицу.
Током Прве непријатељске офанзиве, заједно са радионицом се повлачила до Ужица, а потом се прикључила партизанској јединици, са којом се повукла у Санџак. Била је болничарка и бораца, а једно време је радила у партијској техници у Новој Вароши. Марта 1942. ступила је у тада формирану Другу пролетерску ударну бригаду.
Учествовала је у свим борбама која је бригада водила, током похода пролетерских бригада у Босанску крајину, у Бихаћкој операцији, Четвртој и Петој непријатељској офанзиви, борбама у Санџаку и продору у Србију. Као болничарка, нарочито се истакла у извлачењу и превијању рањеника са положаја.
Од половине 1942.  до почетка 1944. године била је руководилац СКОЈ-а у Другом ужичком батаљону Друге пролетерске бригаде. Почетком 1944. премештена је у Културну екипу Друге пролетерске.
Погинула је 21. априла 1944. у борби против бугарских снагама у Кушићима, код Ивањице, приликом покушаја пробоја јединица НОВЈ у Србију.
Њено име носи једна улица на Убу, а њен лик је у филму Бошко Буха тумачила глумица Љиљана Благојевић.